# Дом-Ламмерсдорф
Дом-Ламмерсдорф (нем. Dohm-Lammersdorf) — община в Германии, в земле Рейнланд-Пфальц. 
Входит в состав района Вульканайфель. Подчиняется управлению Хиллесхайм.  Население составляет 177 человек (на 31 декабря 2010 года). Занимает площадь 4,54 км².